# بوروو (شهرستان ستژلین)
بوروو (به لهستانی:  Borów) یک روستا در لهستان است که در گمینا بوروو واقع شده‌است. بوروو ۹۰۰ نفر جمعیت دارد.